# Fatou Bensouda

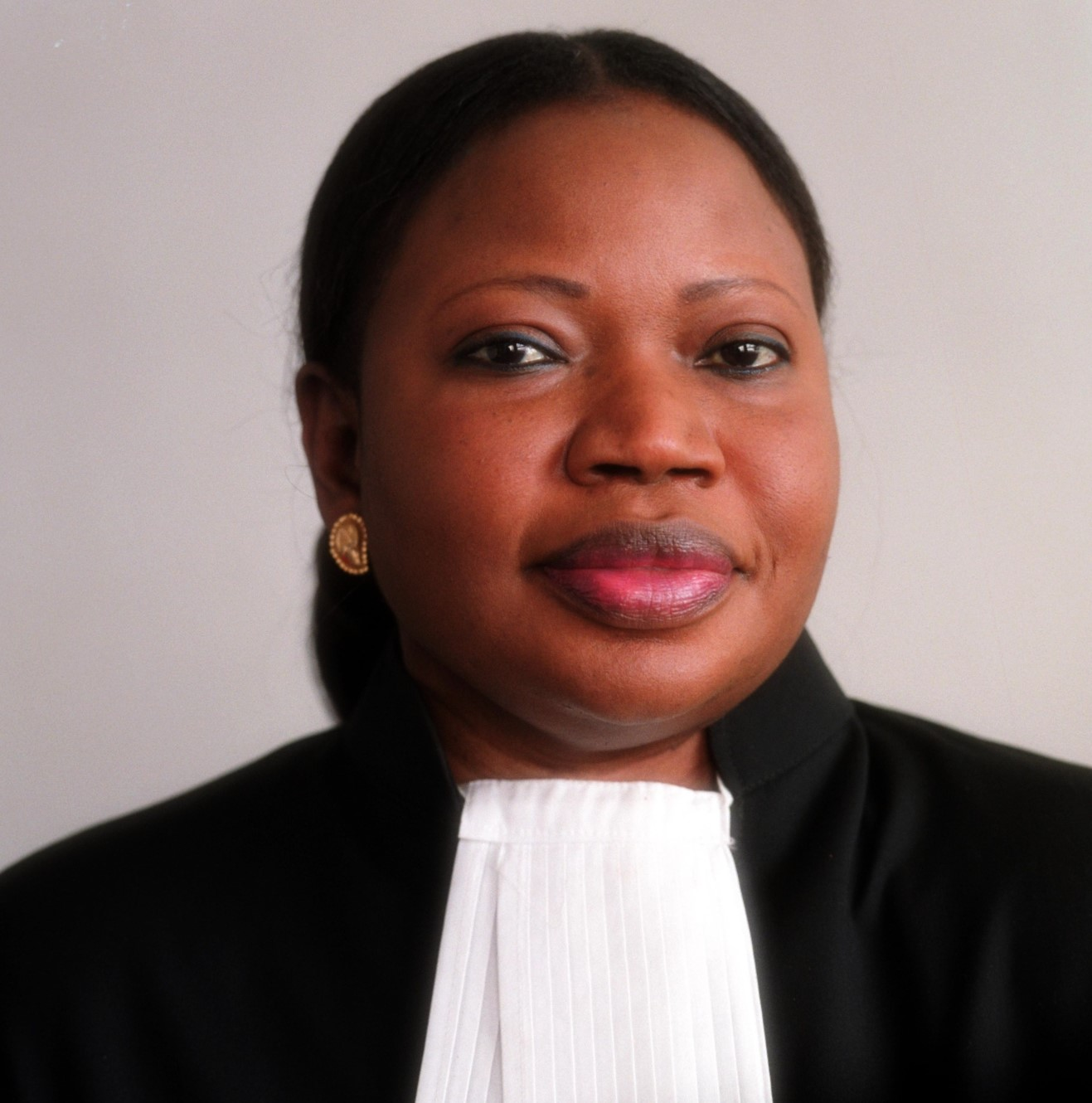
Fatou Bensouda (2008)

Fatou Bom Bensouda (* 31. Januar 1961 in Bathurst) ist eine gambische Juristin und Diplomatin. Von Juni 2012 bis Juni 2021 war sie Chefanklägerin beim Internationalen Strafgerichtshof in Den Haag. Zuvor war Bensouda stellvertretende Anklägerin beim IStGH, von 1998 bis 2000 war sie Justizministerin in Gambia.

## Studium, Juristin und Ministerin in Gambia
Fatou Bensouda wurde 1961 in Bathurst als Tochter eines Beamten geboren. Ihr Vater starb an Diabetes, als sie noch ein junges Mädchen war. Nach dem Besuch der Grund- und Oberschule ermöglichte ihr ein Regierungsstipendium die Aufnahme eines Studiums an der University of Ife (heute: Obafemi Awolowo University – OAU) in Ile-Ife, Nigeria. Nach ihrem Abschluss an der OAU ging sie zur Nigerian Law School in Bwari (in der Nähe von Abuja) und von dort weiter zum International Maritime Law Institute der Internationalen Seeschifffahrts-Organisation, einer Institution der Vereinten Nationen auf Malta. Dieses Aufbaustudium schloss sie mit einer Dissertation zum Thema The 1986 United Nations Convention on Conditions for Registration of Ships: An Endorsement of the Open Registry Concept? ab. Mit ihren Kenntnissen war sie Gambias erste Expertin für Internationales Seerecht. Nach Abschluss ihrer Studien begann sie 1987 ihre Laufbahn als Staatsanwältin und Oberstaatsanwältin im Justizdienst Gambias.
1993 erfolgte ihre Berufung zur Stellvertretenden Direktorin für öffentliche Anklagen im Amt des Generalstaatsanwaltes von Gambia. 1996 wurde sie dort Generalanwältin und Sekretärin für Rechtsangelegenheiten. Bereits 1998 erfolgte ihre Ernennung zum Attorney General (teilweise vergleichbar mit einer Generalstaatsanwältin) und Justizministerin. Schon während dieser Tätigkeiten nahm sie immer wieder an internationalen Tagungen zu unterschiedlichen Rechtsthemen teil.
Im März 2000 verließ Bensouda den juristischen Staatsdienst und ließ sich als Rechtsanwältin in Banjul nieder. Seit Januar 2002 war sie dann als Geschäftsführerin der Internationalen Handels- und Industriebank in Gambia tätig.

## Internationaler Strafgerichtshof für Ruanda und Internationaler Strafgerichtshof
Diese Tätigkeit beendete sie jedoch schon nach vier Monaten im Mai 2002, als sie Rechtsberaterin des Internationalen Strafgerichtshofs für Ruanda (ICTR) wurde. Dieses Amt übte sie bis zu ihrer Berufung zur stellvertretenden Anklägerin beim Internationalen Strafgerichtshof (IStGH) im November 2004 aus. In dieses Amt wurde sie mit 58 von 78 Stimmen gewählt und setzte sich damit gegen zwei Gegenkandidaten durch. Bensouda war somit neben dem für Ermittlungen zuständigen Ankläger Serge Brammertz weitere Vertreterin des Chefanklägers Luis Moreno Ocampo.
Im November 2011 wurde bekannt, dass sich die Unterzeichnerstaaten des Römischen Statuts auf die Nominierung von Bensouda als nächste Chefanklägerin des IStGH geeinigt hatten. Ihre Ernennung wurde am 1. Dezember eingereicht. Am 12. Dezember wurde Bensouda ohne Gegenkandidaten in das Amt gewählt, das sie am 15. Juni 2012 antrat.
Als der Internationale Strafgerichtshof bekannt gab, den Konflikt in Afghanistan untersuchen zu wollen, verhängte die US-Regierung unter Präsident Trump Sanktionen gegen sie. Sie hatte im November 2017 die Eröffnung eines Strafverfahrens betreffend den Afghanistan-Krieg beantragt, dabei sollen Vorwürfe gegen die radikalislamische Taliban geprüft werden, aber auch gegen afghanische Regierungstruppen und das mit ihnen verbündete US-Militär. Da Afghanistan dem Römischen Statut beigetreten ist, konnte sie Angehörige aller Nationalitäten anklagen, die im Land Kriegsverbrechen begangen haben. Der spätere Nationale Sicherheitsberater von US-Präsident Donald Trump, John R. Bolton, griff sie daraufhin persönlich in der Presse an. Im April 2019 entzogen ihr die USA als Reaktion auf die Ermittlungen wegen möglicher Kriegsverbrechen das Einreisevisum in die USA. Ein solcher Schritt war zuvor von US-Außenminister Mike Pompeo angekündigt worden.
Im März 2020 machte der IStGH den Weg für Ermittlungsverfahren zu möglichen Kriegsverbrechen in Afghanistan frei. Dies schloss auch Ermittlungen gegen US-Soldaten und Mitarbeiter des US-Geheimdienstes CIA ein. Ihr Vorbericht belegte Folter und Vergewaltigungen. Daraufhin genehmigte US-Präsident Trump drei Monate später eine Verfügung, wonach u. a. etwaige Besitztümer von Mitarbeitern des Gerichtshofs in den USA eingefroren werden können. Im September 2020 kündigte US-Außenminister Mike Pompeo an, Bensouda auf die Specially Designated Nationals and Blocked Persons zu setzen. Auch Mitarbeiter von ihr würden von der US-Regierung mit Strafmaßnahmen belegt. Der IStGH sowie 72 IStGH-Mitgliedstaaten verurteilten die Sanktionen. Der deutsche Bundesaußenminister Heiko Maas kritisierte die US-Sanktionen Ende Oktober 2020 in einer Bundestagsdebatte.
Am 12. Februar 2021 wurde der Brite Karim Ahmad Khan zu ihrem Nachfolger als Chefankläger gewählt. Anfang April 2021 zog die im Januar 2021 ins Amt eingeführte Regierung Biden die verhängten Sanktionen der Vorgängerregierung gegen Bensouda zurück. Ihr Nachfolger Khan erklärte, er wolle wieder in Afghanistan ermitteln, aber die Vorwürfe gegen die USA dabei aber aussparen.
Im Jahr 2024 deckte die britische Zeitung The Guardian in Zusammenarbeit mit den israelischen Zeitschriften +972 und Local Call auf, dass die israelischen Geheimdienste Mossad, Schin Bet und Aman auf Weisung der von Benjamin Netanjahu geführten israelischen Regierungen über neun Jahre hinweg „dazu eingesetzt wurden, hochrangige Mitarbeiter des Internationalen Strafgerichtshofs zu überwachen, zu hacken, unter Druck zu setzen, zu verleumden und angeblich zu bedrohen, um Ermittlungen des Gerichts zu behindern“. Die israelischen Geheimdienste hatten Telefongespräche und andere Arten der Kommunikation mehrerer IStGH-Beamter gezielt abgefangen, darunter auch die Bensoudas.

## Diplomatische Tätigkeit
Im Juni 2022 wurde sie zur Hochkommissarin Gambias im Vereinigten Königreich ernannt. Damit ist sie zugleich Botschafterin ihres Landes in Schweden, Norwegen, Dänemark, Finnland, Österreich, Irland, Israel und gegenüber dem Heiligen Stuhl.

## Ehrungen und Auszeichnungen
- 2011 – Officer of the Order of the Republic of The Gambia.[24]
- 2014 – Ehrenmitgliedschaft der Amerikanischen Gesellschaft für internationales Recht
- 2017 – Ehrendoktorwürde der University of Dundee[25]
- 2020 – Eine von Africa’s 50 Most Powerful Women laut Forbes[26]
- 2021 – Commandeur de l’ordre national du Lion (Senegal)[27]

## Privates
Bensouda ist Mitglied im Netzwerk International Gender Champions, das sich für Geschlechtergerechtigkeit in internationalen Organisationen einsetzt.